# Condado de Charleston (Carolina do Sul)
O Condado de Charleston (em inglês:  Charleston County) é um dos 46 condados do estado americano da Carolina do Sul. A sede e maior cidade do condado é Charleston. Foi fundado em 1769.
O condado possui uma área de 3 517 km², dos quais 2 373 km² estão cobertos por terra e 1 144 km² por água, uma população de 350 209 habitantes, e uma densidade populacional de 147,6 hab/km² (segundo o censo nacional de 2010). É o terceiro condado mais populoso da Carolina do Sul.